# Heinrich-Heine-Platz 4 (Magdeburg)

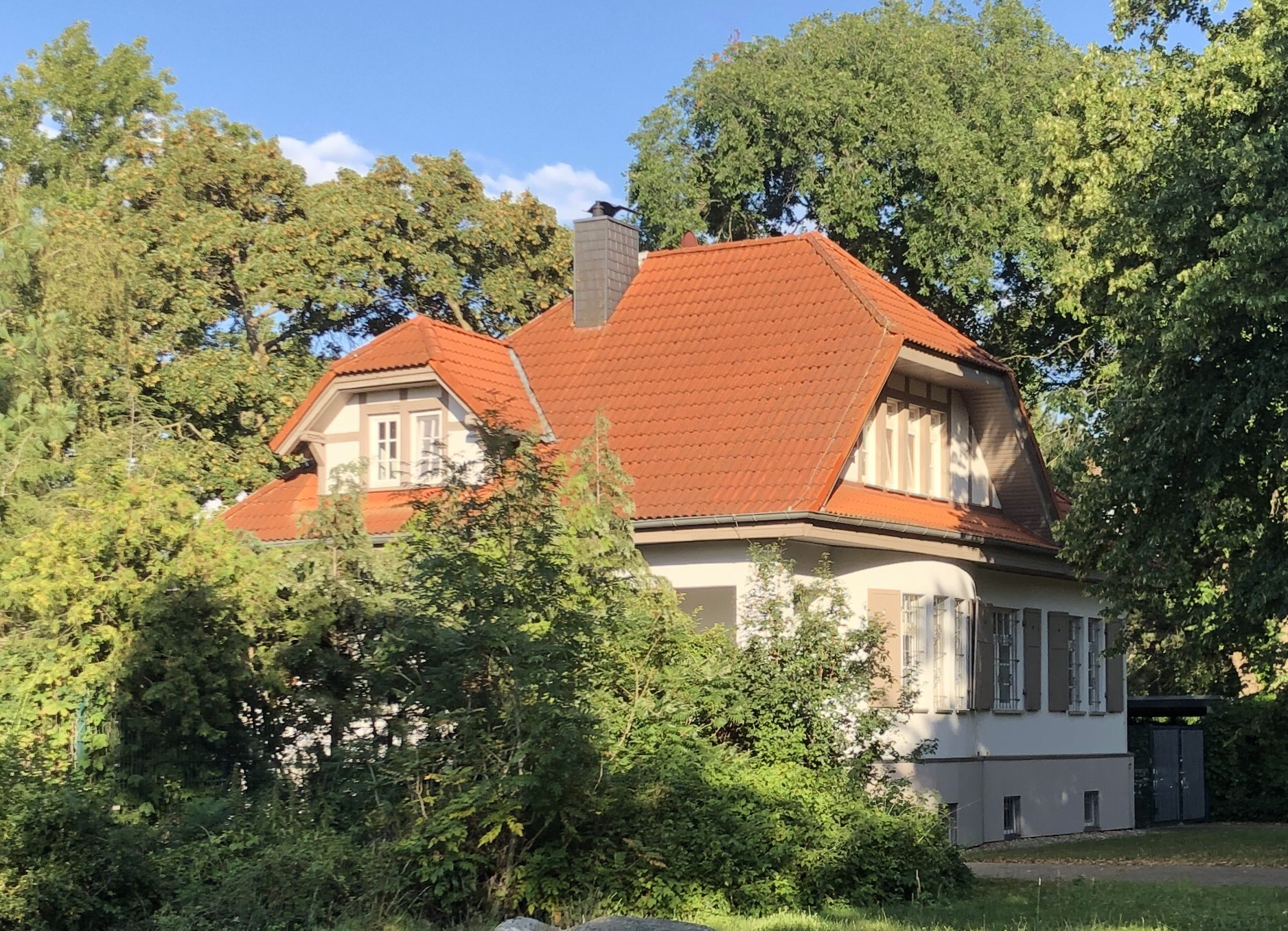
Heinrich-Heine-Platz 4 in Magdeburg, 2020

Das Gebäude Heinrich-Heine-Platz 4 ist ein denkmalgeschütztes Wohnhaus in Magdeburg in Sachsen-Anhalt.

## Lage
Es befindet sich alleinstehend im nördlichen Teil des Rotehornparks im Magdeburger Stadtteil Werder auf der Rotehorninsel. 

## Architektur und Geschichte
Der an eine Villa erinnernde schlichte verputzte Bau wurde 1909 im Heimatstil errichtet. Er diente als Dienst- und Wohnhaus des Gärtners des Rotehornparks. Das eingeschossige Haus ruht auf einem hohen Sockel und ist mit einem deutlich vorkragenden Krüppelwalmdach gedeckt, in das Gauben integriert sind. Die Gauben sind in Fachwerkbauweise erstellt. Bemerkenswert ist der seitlich unter das Dach eingezogene Hauseingang. Neben dem Eingang befindet sich ein nur leicht vorschwingender Erker, über dem eine Giebelgaube thront. An den Fenstern des Hauses befinden sich hölzerne Fensterläden.
Im örtlichen Denkmalverzeichnis ist das Wohnhaus unter der Erfassungsnummer 107 15013 als Baudenkmal verzeichnet.
Der Bau gilt als typisches Beispiel eines Gärtnerhauses der Epoche des späten Wilhelminismus.